# Тамбурное кружево

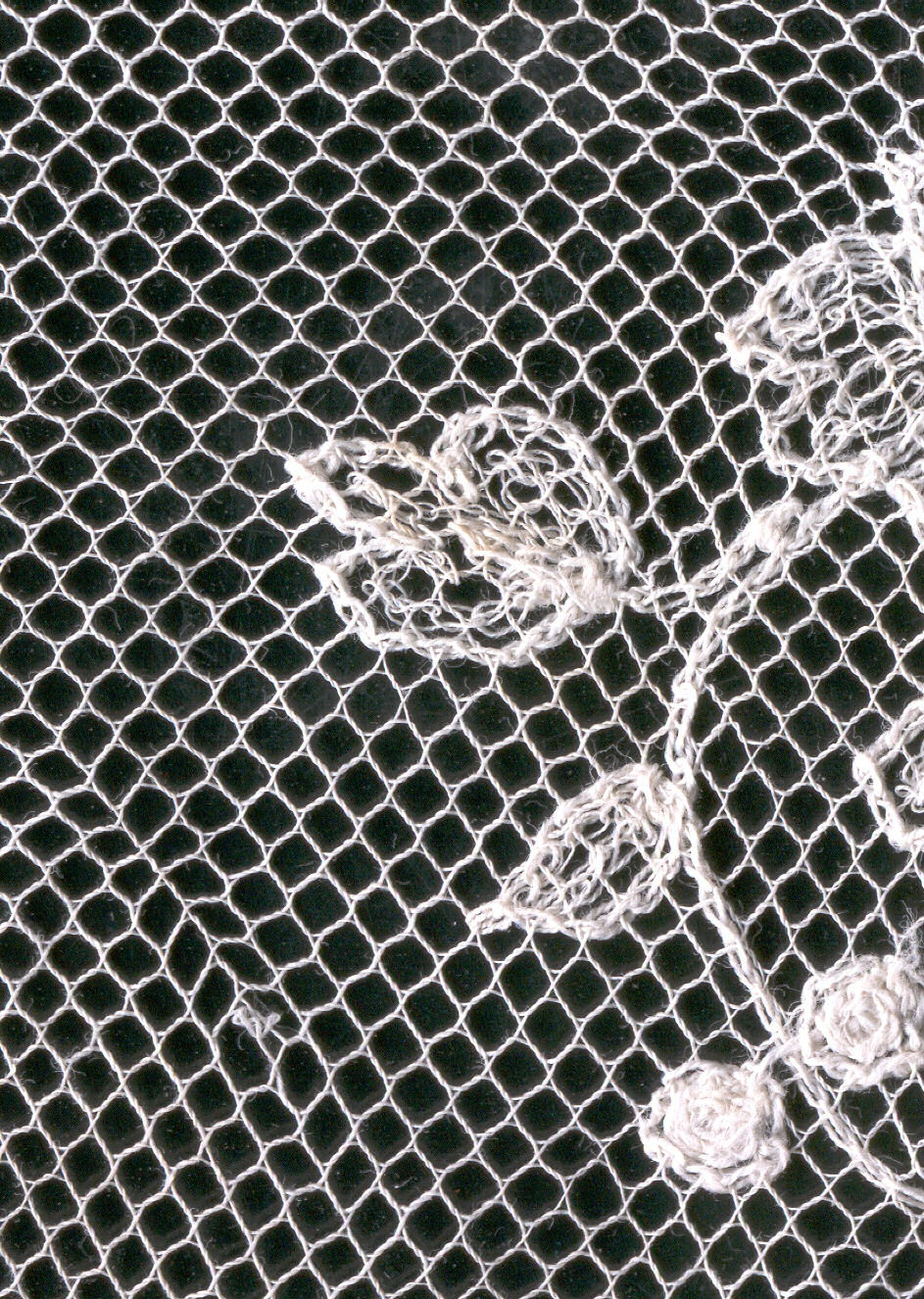
кружево из города Лир (Бельгия)

Тамбурное кружево относится к семейству кружев, сделанных путем натягивания тонкой сетки на раму  (одноименное Тамбур, от французского «барабан») и создания цепного стежка с использованием тонкого крючка  , чтобы протянуть его через ткань.
Ранние примеры вышивания тамбура происходят из Китая, Индии, Ирана и Турции. Он был особенно популярен в Европе и Соединенных Штатах в 18 и 19 веках.

## История
Вышивка тамбурным стежком широко использовалась на Востоке — в Персии, Индии и Китае — много веков назад, но считается, что в Европе она появилась только в XVII веке. О нем мало что известно до 1760-х годов, когда в моду вошли полупрозрачные муслины из Индии, возможно, уже украшенные веточками.

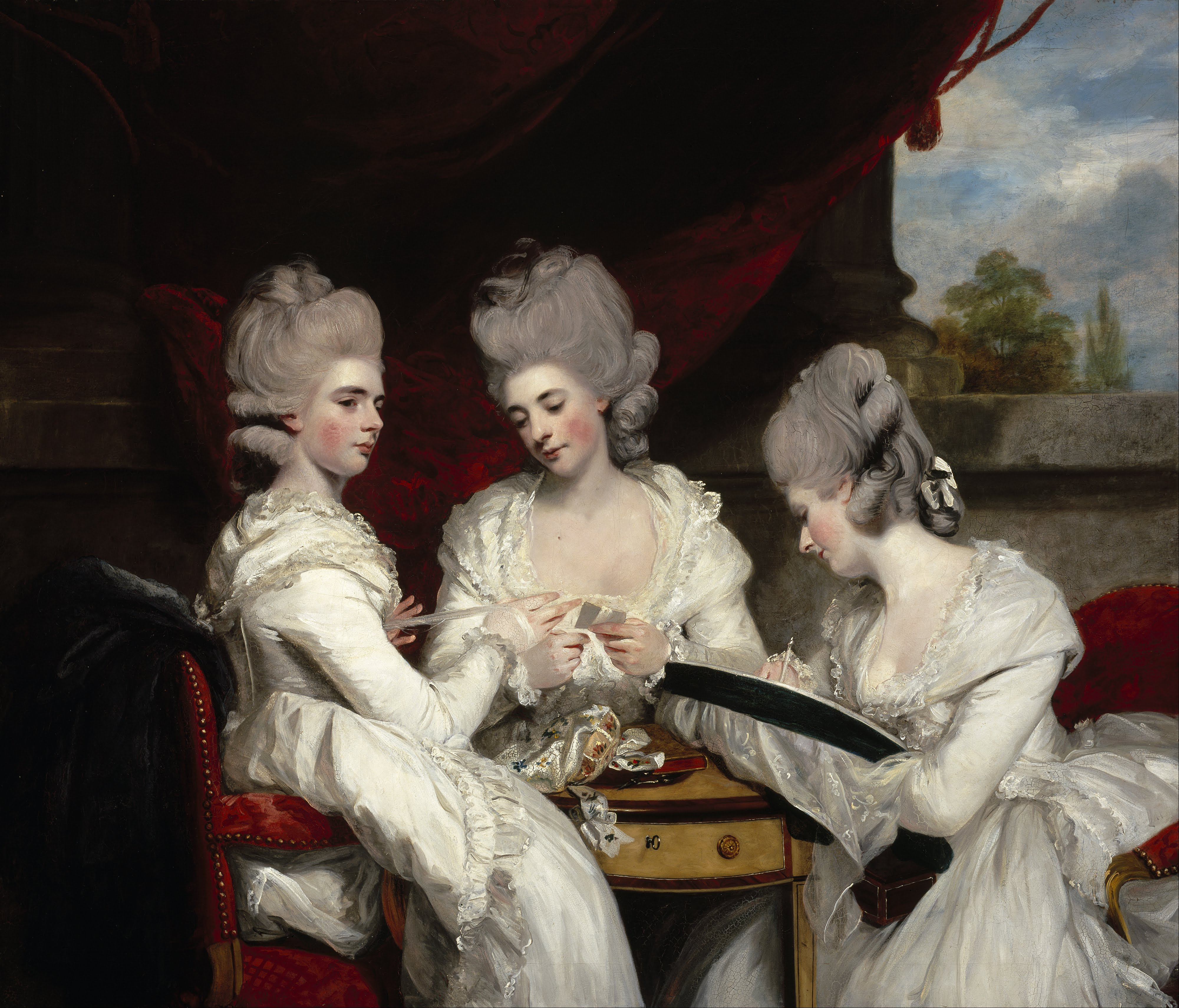
Леди Уолдегрейв сэра Джошуа Рейнольдса

Во второй половине XVII и начале XIX века вышивание тамбурного кружева стало модным развлечением дам французского и английского дворов.  Обычно это делалось из тонкого муслина и называлось сшитым муслином и муслином с цветочками.
Хотя тамбур часто представляет собой поверхностную вышивку, он используется в лимерикском кружеве.

## Изготовление
Тамбурный  шов - это техника рукоделия, которая выполняется с помощью тамбурной иглы или вязального крючка, ткани, нити и, предпочтительно, пяльца. Нить постоянно находится на нижней стороне изделия. С верхней стороны крючок пропускают вниз через ткань, протягивая через него петлю нити вверх. Процесс повторяется, так что на верхней стороне ткани образуется непрерывный ряд цепных стежков. Мотив, который нужно вышить, часто наносится на ткань, а цепные стежки повторяют внешний край мотива, а также могут дополнять мотив.

## Современность
В Норвегии несколько жилищных ассоциаций выбрали тамбурное кружево в качестве своего проекта в рамках национальной благотворительной организации Norges Husflidslags "Red List", где заботятся и передают знания о традиционных методах работы по дому.
В 2014 году легенда кутюрной вышивки, парижское ателье Lesage отметило в этом году 90-летие. За это время здесь собрался гигантский архив, включающий 60 000 узоров, и каждый год в него добавляется сотня новых образцов. Из вышивальных техник парижские мастера предпочитают гладь и тамбур (специальной иглой или крючком люневиль), а в вышивку добавляют пайетки, бусины и микрожемчуг.

## В России
В Нижегородской губернии, Карелии XVIII-XIX веков в  народной вышивки использовалась данная техника.
В «романовском» кружеве (вышивка по тюли с атласными вставками) и вышивка крючком «в тамбур» используются  с архаичные обереговые мотивы «Древа», «Воды», «Солнца». 
Богатая вышивка «тамбурным швом» крючком представлена на домотканых рушниках и столешницах, основными сюжетами вышивки являются растительные мотивы, стилизованное древо, чаще представленные в двух цветах — черном и красном. Гроздья винограда на праздничной скатерти символизируют радость и красоту рождения новой семьи. Муж — это сеятель в виноградном саду (или на жизненной ниве), а жена ухаживает за всходами и заботится о дереве рода. В поздней вышивке конца XIX — начала XX веков встречаются антропоморфные сюжеты и образы женщины. Еще мастерицы любят вшивать в кружево маленькие атласные вставки.
В Вологде работает в этой технике Дина Теленкова, мастер студии «Вологодские росписи», мастер народных художественных промыслов области.